# Сборная Армении по футболу (до 21 года)
Молодёжная сбо́рная Арме́нии по футбо́лу также известная, как Сбо́рная Арме́нии по футбо́лу до 21 го́да (арм. Հայաստանի ֆուտբոլի Մ-21 հավաքական) — национальная сборная команда Армении, в составе которой могут выступать футболисты Армении в возрасте 21 года и младше. Многие игроки из молодёжной сборной Армении впоследствии выступают за национальную сборную страны. Сборная Армении по футболу до 21 года принимает участие в молодёжных чемпионатах Европы, которые проводятся раз в два года.

## История
Первый матч молодёжная сборная провела 6 сентября 1994 года в бельгийском городе Гент, с молодёжной сборной Бельгии, в котором команда сокрушительно проиграла своим бельгийским сверстникам 0:7. Причём первым главным тренером стал легенда «Арарата» — Оганес Заназанян. Под его руководство молодёжка провела 6 первых игр отборочного цикла, из которых только в одном матче удалось одержать первую победу в истории. Первый гол был забит 8 октября 1994 года в Абовяне в матче против молодёжки Кипра. Вместо Заназаняна первый отборочный цикл заканчивал на посту главного тренера Самвел Петросян, который оставшиеся 4 игры проиграл со своими подопечными. Несмотря на это Петросяну было доверено руководить молодёжкой и в следующем цикле. В первых пяти матчах команда проиграла, а на шестой одержала победу над молодёжной сборной Албании. Последовали два поражения, после которых сборную возглавил Варужан Сукиасян.
В 2002 году сборную возглавил, в то время главный тренер «Ширака», Андраник Адамян. Под его руководством молодёжка показала на данный момент лучший показатель. В первых 5 матчах были одержаны 3 победы над молодёжными сборными: Уэльса (1:0), Беларуси (1:0), Польши (2:0). После чего были две ничьи с теми же Уэльсом и Польшей (оба матча 1:1). Затем последовало первое поражение от молодёжной сборной Украины — 0:1. Отборочный цикл молодёжка заканчивала опять же с Украиной, в которой взяла реванш со счётом 2:0.
В следующем году Адамяна сменил первый иностранный специалист Михай Стойка. Румынский тренер провёл с молодёжкой всего 3 матча, из которых 1 ничья и 2 поражения. После чего Михай Стойка покинул свой пост.
В 2007 году молодёжку во-второй раз возглавил Варужан Сукиасян. Первая игра была против молодёжной сборной Ливана, которая носила характер товарищеской встречи. Встреча закончилась победой подопечных Сукиасяна. При нём также была волевая победа над молодёжкой турецкой сборной в Ереване — 2:1. Но и в этот раз Сукиасян не добился значимых результатов с молодёжной сборной, оставшись за чертой чемпионата Европы среди молодёжных команд 2009 года.
Главным тренером молодёжной сборной в 2009 году был назначен Флемминг Серрицлев. Датскому специалисту было доверено руководить молодёжкой в отборочном цикле к чемпионату Европы среди молодёжных команд 2011 года. Первый блин вышел комом. В гостевой игре против швейцарской сборной армянская молодёжка потерпела поражение — 1:2. Далее были ещё 3 поражение, а после ничья против Эстонии (1:1). После чего последовали 3 победы подряд, в которых была повержена эстонская и дважды ирландская молодёжные сборные. 3 победы дали возможность побороться за 2-е место в группе, но последующее поражение от Грузии (2:3) перечеркнули надежды, однако в ответной игре в Тбилиси армянская сборная на добавленных минутах дважды забила, тем самым не дала своим соперникам выйти на 2-е место.
В новом отборочном цикле чемпионата Европы 2013 молодёжную сборную возглавил ассистент Флемминга Серрицлева и тренер «Бананца» Рафаель Назарян. На этот раз команда показала лучший результат, заняв второе место в группе отборочного турнира. Команда одержала четыре побед, три игры сыграла в ничью и потерпела лишь одно поражение чехам в домашней игре. Лишь по дополнительным очкам Команда не продолжила борьбу в групповом этапе. По регламенту из команд занявших второе место в группах отборочного турнира квалифицировались только четыре команды, а армянская сбораная была на шестом месте.
В июне 2013 молодёжная сборная Армении начала выступления в Чемпионате Европы среди молодёжных команд 2015. Начало можно охарактеризовать как провальное. В первой игре молодёжная сборная у себя дома проиграла молодёжной сборной Исландии, затем уже в гостях одержала победу над молодёжной сборной Казахстана. А пока в последних играх с разгромным счётом 1:4 проиграла молодёжной сборной Франции, а затем дома проиграла молодёжной сборной Казахстана со счётом 1:2. На данный момент команда занимает четвёртое место место в группе отборочного турнира.

## Турнир
| # | Команда   |   | И | В | Н | П      | М   | ±  | Очки |
| - | --------- | - | - | - | - | ------ | --- | -- | ---- |
| 1 | Франция   | 5 | 5 | 0 | 0 | 21 — 5 | +16 | 15 |      |
| 2 | Исландия  | 5 | 4 | 0 | 1 | 13 — 7 | +6  | 12 |      |
| 3 | Казахстан | 6 | 2 | 0 | 4 | 4 — 11 | -7  | 6  |      |
| 4 | Армения   | 6 | 2 | 0 | 4 | 5 — 14 | -9  | 6  |      |
| 5 | Беларусь  | 6 | 1 | 0 | 5 | 5 — 11 | -6  | 3  |      |

| Условные цветовые обозначения               |
| ------------------------------------------- |
| Будет играть в плей-офф                     |
| Обеспечила себе второе место                |
| Потеряла шансы занять первое место в группе |
| Потеряла шансы выйти из группы              |

|           | Флаг Армении | Флаг Беларуси | Флаг Исландии | Флаг Казахстана | Флаг Франции |
| --------- | ------------ | ------------- | ------------- | --------------- | ------------ |
| Армения   |              |               | 1-2           | 1-2             | 1-4          |
| Беларусь  |              |               | 1-2           | 0-1             | 1-2          |
| Исландия  |              | 4-1           |               | 2-0             | 3-4          |
| Казахстан | 0-1          | 1-2           |               |                 |              |
| Франция   |              |               |               | 5-0             |              |

## Статистика
Полный список игроков молодёжной сборной Армении, о которых есть статьи в Википедии, см. здесь.
Данные откорректированы по состоянию на 3 сентября 2011 года
Примечания
|  | Футболисты текущего состава (срок от последнего матча не больше года) |

- (•) — пометка для действующих футболистов

### Лучшие бомбардиры сборной
Полный список игроков сборной Армении, о которых есть статьи в Википедии, см. здесь.
Данные откорректированы по состоянию на 10 сентября 2012 года
| # | • | Футболист       | Дата рождения              | Первый матч | Голы | Матчи | Последний матч |
| - | - | --------------- | -------------------------- | ----------- | ---- | ----- | -------------- |
| 1 | • | Генрих Мхитарян | 21 января 1989 (36 лет)    | 14.01.2007  | 9    | 13    | 04.06.2011     |
| 2 | • | Ара Акопян      | 11 апреля 1980 (45 лет)    | ?.?.199?    | 5    | 10    | ?.?.????       |
| 3 | • | Геворг Казарян  | 5 апреля 1988 (37 лет)     | 14.01.2007  | 5    | 18    | 11.08.2010     |
| 4 | • | Вальтер Погосян | 16 мая 1992 (33 года)      | 11.08.2010  | 4    | 8     | 15.08.2012     |
| 5 | • | Артур Кочарян   | 14 сентября 1974 (50 лет)  | ??.??.1994  | 4    | 10    | ??.??.199?     |
| 6 | • | Эдгар Малакян   | 22 сентября 1990 (34 года) | 05.06.1909  | 3    | 14    | 10.09.2012     |
| 7 |   | Карен Барсегян  | 15 марта 1975 (50 лет)     | ?.?.199?    | 3    | ?     | ?.?.199?       |

## Главные тренеры
| Тренер             | Период                | И  | В | Н | П  | ЗМ | ПМ | О  | %      |
| ------------------ | --------------------- | -- | - | - | -- | -- | -- | -- | ------ |
| Оганес Заназанян   | 1994—1995             | 6  | 1 | 0 | 5  | 4  | 18 | 3  | 14.3 % |
| Самвел Петросян    | 1996—1997, 2005—2007  | 23 | 5 | 2 | 16 | 23 | 63 | 17 | 24.3 % |
| Варужан Сукиасян   | 1998—1999, 2007—2008  | 16 | 4 | 3 | 9  | 15 | 40 | 15 | 31.3 % |
| Армен Гюльбудагянц | 2000—2002             | 4  | 0 | 0 | 4  | 2  | 13 | 0  | 0 %    |
| Андраник Адамян    | 2002—2003             | 13 | 5 | 4 | 4  | 13 | 16 | 19 | 48.7 % |
| Михай Стойка       | 2003—2004             | 3  | 0 | 1 | 2  | 1  | 5  | 1  | 11.1 % |
| Вардан Минасян     | 2004—2005             | 5  | 1 | 0 | 4  | 1  | 14 | 3  | 20.0 % |
| Флемминг Серрицлев | 2009—2010             | 10 | 4 | 1 | 5  | 18 | 19 | 13 | 43.3 % |
| Рафаэль Назарян    | 2011—2013, 2020—н. в. | 26 | 6 | 4 | 16 | 24 | 50 | 22 | 28.2 % |
| Абраам Хашманян    | 2013—2014             | 6  | 3 | 1 | 2  | 4  | 11 | 10 | 55.5 % |
| Саркис Овсепян     | 2014—2015             | 1  | 0 | 1 | 0  | 2  | 2  | 1  | 33.3 % |
| Артак Осеян        | 2015                  | 6  | 0 | 1 | 5  | 5  | 13 | 1  | 5.5 %  |
| Карен Барсегян     | 2016                  | 4  | 0 | 0 | 4  | 2  | 8  | 0  | 0.0 %  |
| Артур Восканян     | 2016—2018             | 8  | 3 | 1 | 4  | 6  | 11 | 10 | 41.6 % |
| Армен Гюльбудагянц | 2018                  | 4  | 0 | 2 | 2  | 4  | 6  | 2  | 16.6 % |